# Kritičan graf
Kritičan graf je onaj graf za koji vrijedi:1
{\displaystyle \gamma (G-v)<\gamma (G),\forall v\in V(G)}
Kritični grafovi su povezani, inače bi svaka komponenta povezanosti imala isti kromatski broj kao čitav graf. Vrijedi li da je kritičan graf {\displaystyle G} {\displaystyle k}-kromatski, onda ga nazivamo {\displaystyle k}-kritičnim. Svaki graf kromatskog broja {\displaystyle k} ima kritičan podgraf kromatskog broja  {\displaystyle k}-kromatski.:1 Za minimalni stupanj {\displaystyle \delta (G)} {\displaystyle k}-kritičnog grafa {\displaystyle G} vrijedi da je:2
{\displaystyle \delta (G)\geq k-1}